# Mount Vernon (Nova Iorque)
Mount Vernon é uma cidade norte-americana localizada no Condado de Westchester no estado de Nova Iorque. Com uma população de 68 321 residentes, de acordo com o censo do ano 2000, é a oitava cidade mais populosa do estado. O limite territorial oeste e leste da cidade é o rio Hutchinson e o rio Bronx, respectivamente, estando a norte da cidade de Nova Iorque e a sul de Eastchester (que já fez parte da cidade de Nova Iorque).

## Geografia
De acordo com o United States Census Bureau, a cidade tem uma área de 11,4 km², onde 11,3 km² estão cobertos por terra e 0,01 km² por água.

## Demografia
Segundo o censo nacional de 2010, a sua população é de 67 292 habitantes, e sua densidade populacional é de 5 923,6 hab/km².

## Personalidades
- Arthur Schawlow (1921-1999), Prémio Nobel de Física de 1981
- Denzel Washington, ator e produtor e vencedor do Oscar